# Schoolcraft
Schoolcraft is een plaats (village) in de Amerikaanse staat Michigan, en valt bestuurlijk gezien onder Kalamazoo County.
De plaats werd gesticht door Lucius Lyon, een speculant en later een senator. In 1830 werd er een graanmolen gebouwd, de eerste in de streek.

## Demografie
Bij de volkstelling in 2000 werd het aantal inwoners vastgesteld op 1587.
In 2006 is het aantal inwoners door het United States Census Bureau geschat op 1495, een daling van 92 (-5,8%).

## Geografie
Volgens het United States Census Bureau beslaat de plaats een oppervlakte van 2,4 km², geheel bestaande uit land. Schoolcraft ligt op ongeveer 268 m boven zeeniveau.

## Plaatsen in de nabije omgeving
De onderstaande figuur toont nabijgelegen plaatsen in een straal van 20 km rond Schoolcraft.